# St. Veit in Defereggen
St. Veit in Defereggen é um município da Áustria, situado no distrito de Lienz, no estado do Tirol. Tem 61,45 km² de área e sua população em 2019 foi estimada em 652 habitantes.